# Рерик (поселение)
Рерик — средневековый город, торговый центр (эмпорий) на южном побережье Балтийского моря, центр ободритов.
Долгое время точное местоположение Рерика было неизвестно. За право считаться историческими правопреемниками Рерика боролись вагрский Ольденбург, Любек, Дорф-Мекленбург, Альт-Гарц. Раскопки Кильского университета и Археологического ведомства земли Мекленбург-Передняя Померания, проводившиеся в 1995—1998 годах в пределах села Бловац (Гросс-Штрёмкендорф) на восточном побережье Висмарского залива Мекленбургской бухты, открыли большую часть некоего торгового центра и прилегающих к нему захоронений площадью 23 гектара. Топографическое расположение и датировка (согласно находкам и дендрохронологии) довольно точно соответствуют времени существования Рерика. Более точное определение, однако, пока археологически невозможно, поскольку принципиально может подходить любой морской торговый центр времён Каролингов. Поселение в Гросс-Штрёмкендорфе являлось одним из самых крупных торговых центров в южной части побережья Балтийского моря между Хедебю и Волином в устье Одера — его территория в 2 раза превышала по площади города Хайтабу (Хедебю) и Рибе того же периода. В поселении обнаружены находки раннего славянского периода, которые дендрологическим методом оцениваются в диапазоне от 730-х до 811 года. Другими поселениями прибрежной зоны VIII—IX века являются Старигард, Любице, Росток-Дирков, Менцлин и Ральсвик к востоку от Гросс-Штрёмкендорфа. Восточнее и северо-восточнее Гросс-Штрёмкендорфа находятся участки с ранней славянской керамикой — товаром, в основном без отделки, который должен быть того же времени, что и прибрежное поселение Гросс-Штрёмкендорф.
Рерик был построен около 700 года, когда ободриты поселились в регионе, и скоро стал полиэтническим городом со смешанным славяно-скандинавским населением.
В начале IX века, после заключения франками союза с ободритами против саксонцев и датчан Карл Великий использовал порт в торговых целях. Согласно франкским анналам датский конунг Гудфред в 808 году разрушил Рерик, а население переселил в конкурирующий порт Хедебю (Слисторп):

С Годфридом в упомянутом выше походе были славяне, которые назывались вильцы. Из-за старинной вражды, какую они имели обыкновение сохранять с ободритами, они по доброй воле соединились с его войском. И когда сам он вернулся в своё королевство, они также вернулись домой с добычей, которую смогли захватить у ободритов. Годфрид же, прежде чем вернулся, разрушил эмпорий, который на языке данов называется Рерик и который выплатой податей давал его королевству выгоду, и, переселив оттуда торговцев, распустил флот [и] со всем войском пришёл к порту, который называется Слисторп.
Оригинальный текст (лат.)Erant cum Godofrido in expeditione praedicta Sclavi, qui dicuntur Wilzi, qui propter antiquas inimicitias, quas cum Abodritis habere solebant, sponte se copiis eius coniunxerunt; ipsoque in regnum suum revertente, cum praeda, quam in Abodritis capere potuerunt, et ipsi domum regressi sunt. Godofridus vero, priusquam reverteretur, distructo emporio, quod in oceani litore constitutum lingua Danorum Reric dicebatur et magnam regno illius commoditatem vectigalium persolutione praestabat, translatisque inde negotiatoribus, soluta classe ad portum, qui Sliesthorp dicitur, cum universo exercitu venit.
— Анналы королевства франков
Рерик представлял собой значительное поселение. В XI веке Адам Бременский называл самих ободритов «ререгами». Название «ререги» (Reregis) использует и Саксонский анналист (XII в.), который под 809 годом, в частности, сообщает: «Дражко, князь ободритов, после того как дал своего сына в заложники по требованию Готфрида, собрав войско и приняв помощь от саксов, напал на своих соседей вильцев и... был коварно убит в торговом поселении Рерик людьми Готфрида».

## Название

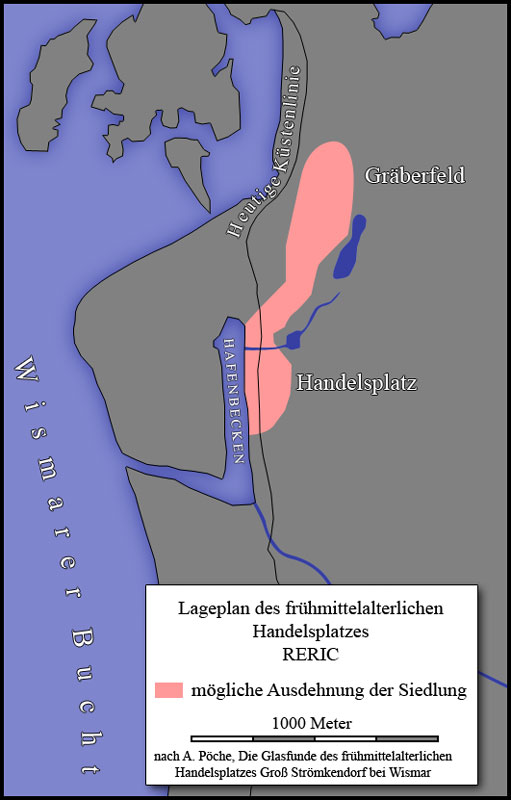
Карта раннесредневекового торгового центра Рерик.

У путешественника Ибрагима ибн Якуба около 965 г. говорится о главной крепости славянского князя Накура. Название крепости может быть прочитано как «Аззан», либо как «Гран» (возможно искажённое «Град»). Поскольку Ибрагим приводит перевод «большая крепость», то в дальнейшем оперируют возможным славянским названием «Велиград». Рижский учитель, востоковед Ф. Вестберг отстаивал чтение «Аззан» и отождествлял упомянутый ибн Якубом населённый пункт с Шверином, а не Рериком.
Предположительное «Велиград» Ибрагима ибн Якуба (около 965 г.) соотносится с «Михеленбургом» у саксов (в 995 г.). В свою очередь «Михеленбург» саксов строго соответствует «Магнополису» хронистов Адама Бременского и Гельмольда фон Бозау. Во всех случаях значение совпадает — «великий, большой, главный город». Со своей стороны датчане называли его Рерик (предположительно от др.-исл. reyrr — «тростник», по расположению в старой озёрной котловине, покрытой густыми зарослями тростника).
Вацлав Ганка (известный своими фальсификациями) указывал на связь названия поселения с названием сокола falco cyanopus проводя аналогию с замками и крепостями Sokol, Gestrabj, Falkenstein, Habichtstein. Цитирует Ганку Георг Лиш. Павел Шафарик читал название Рерик как Рарог, а название народа ререги как рарожане. Шафарик указывал на существование слова rarog, обозначающего в польском языке один из видов сокола, балобана и сравнивал с именем польской деревни Рарог в Плоцком крае и с подобными именами других славянских городов и замков — Орел, Сокол, Ястреб. Основываясь на данном прочтении Александр Гильфердинг предполагал, что Рарог было славянским именем крепости Рерик.
С. А. Гедеонов отстаивал идею о том, что Рерик (сокол) было прозвищем ободритского князя Дражко в честь которого названа столица, а рерики (соколы) было прозвищем собственно ободритов. Гедеонов предполагает, что прозвище Рерик могло быть родовым в семействе ободритских князей, родичей Рюрика. Цитировал Гедеонова Д. И. Иловайский.
Вальтер Фогель выдвинул гипотезу, что Рерик в более ранних рукописях упоминается как Берик. Этой точки зрения придерживался и Омелян Прицак, однако она была оспорена.
Название «Рерик» является аргументом некоторых представителей российской «антинорманистской» школы. С. В. Алексеев отмечает, что поскольку славянское название города «Велиград», а скандинавское «Рерик», то от данного аргумента рациональный «антинорманист» должен был бы отказаться. Лингвист Е. А. Мельникова отмечает, что выведение имени Рюрик из поморско-славянского слова «rerig» («сокол») лингвистически невероятно. Лингвист С. Л. Николаев пишет, что полабско-ободритское *rorög,  *ræreg и имя Рюрик являются не более чем созвучием, и называет утверждения об их связи околонаучными спекуляциями. Переселение полабско-одерских славян на территорию Руси не засвидетельствовано; в древнерусском языке имя князя-переселенца, если бы он был ободритом или рюгенцем, имело бы форму *Рярегъ или *Рарюгъ.
Археология Гросс-Штрёмкендорф
Раскопками 1990-го и второй половины 1990-х было обнаружено ремесленно-торговое поселение «скандинавского типа» с гаванью и прилегающим кладбищем смешанного обряда. Поселение площадью не менее 18 га\45 акров было застроено регулярной уличной сеткой из полуземлянок. Дендрохронология и находки скеатов обосновали атрибуцию обнаруженного поселения с Рериком.